# Christuskirche (Bischofsheim in der Rhön)

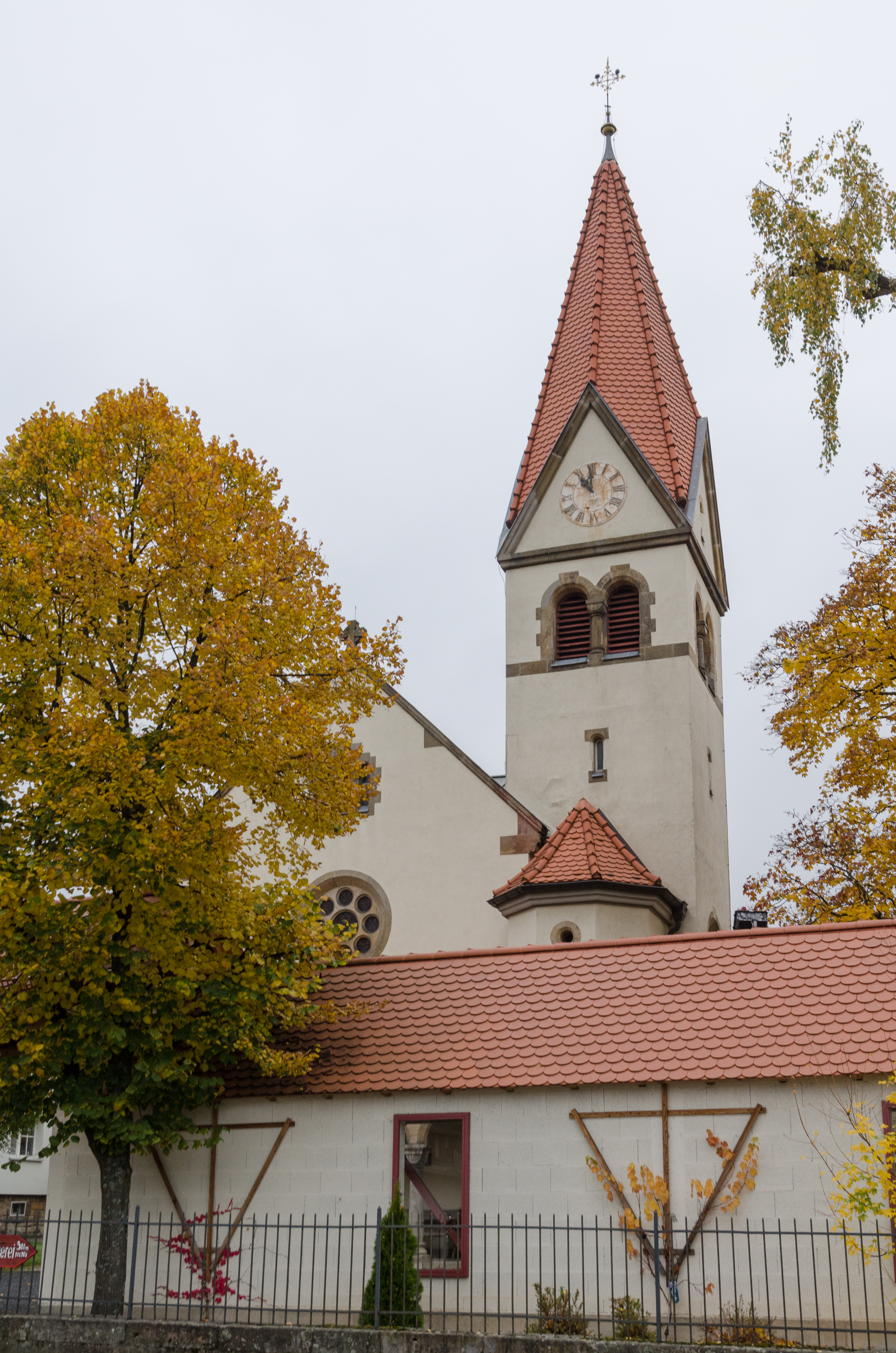
Die Christuskirche

Die evangelische Christuskirche befindet sich in Bischofsheim in der Rhön im unterfränkischen Landkreis Rhön-Grabfeld in Bayern.
Die Kirche gehört zu den Baudenkmälern von Bischofsheim in der Rhön und ist unter der Nummer D-6-73-117-37 in der Bayerischen Denkmalliste registriert. Die Kirchengemeinde Bischofsheim in der Rhön gehört zum Dekanat Bad Neustadt an der Saale, einem der Dekanate im Kirchenkreis Ansbach-Würzburg der Evangelisch-Lutherischen Kirche in Bayern.

## Geschichte
Im Jahr 1889 hielt Vikar Sommerer aus Bad Neustadt an der Saale zum ersten Mal nach der Gegenreformation wieder im Rathaussaal einen evangelischen Gottesdienst ab. Ab 1892 konnten offiziell wieder zunächst sechs, dann zwölf evangelische Gottesdienste im Rathaussaal gefeiert werden. Die steigende Zahl der Protestanten in Bischofsheim und Umgebung führte im Jahr 1895 zur Gründung eines „Evangelischen Vereins“.
Dieser erwarb im Jahr 1898 am Stadtrand ein Grundstück, wo im Jahr 1902 der Grundstein für eine neue Kirche gelegt wurde. Bereits im folgenden Jahr 1903 konnte die Kirche feierlich eingeweiht werden. Im Jahr 1939 entstand ein selbständiges evangelisch-lutherisches exponiertes Vikariat Bischofsheim, das 1947 Louis Weibl als erster übernahm. Im Jahr 1989 wurde Bischofsheim eigenständige evangelische Pfarrei.
Ein evangelisches Pfarrhaus in Bischofsheim entstand 1947–1949. Für Versammlungsräume zu verschiedenen Zwecken außerhalb der Gottesdienste entstand 1987/1989 zwischen Kirche und Pfarrhaus ein Gemeindehaus.
Bei der Renovierung der Kirche im Jahr 1995 wurde die Farbgebung des Innenraums wiederhergestellt, wie sie aus der Bauzeit überliefert war. Auf diese Weise bekam das Gotteshaus auch farblich eine ruhige und stille Betonung. Der Standort des Altars befindet sich nun eher im Gebetsraum. Das Kreuz findet sich nun mehr an der Chorwand und ist nun dadurch besser im Blickfeld des eintretenden Besuchers. Das im neoromanischen Stil erbaute Kirchengebäude bildet mit dem Gemeindehaus eine harmonische Einheit.
Der Altar und der Taufstein sind im neoromanischen Stil gestaltet. Die beiden Glasfenster im Chorraum zeigen die Taufe Jesu und die Feier des Abendmahls. Im Kirchenschiff hängt an der Westseite ein Porträt des jungen Martin Luther.
Im Jahr 2003 erhielt die Kirche zur 100-Jahr-Feier den Namen „Christuskirche – Haus der lebendigen Steine“.
Im Jahr 2011 entstand zur Straße hin ein Laubengang als Schallschutz; das Pfarrhaus wurde um Büroräume ergänzt.